# Colonia de la Corona de la isla de Malta y sus dependencias
La Colonia de la Corona de la isla de Malta y sus dependencias (comúnmente denominada Malta Británica o simplemente Malta) fue una colonia Británica en las islas de Malta, en la actualidad la moderna República de Malta. Fue creada cuando el Protectorado de Malta fue transformado en una colonia de la Corona Británica en 1813, y ello fue confirmado por el Tratado de París en 1814.

## Antecedentes, creación y primeros años (1813-1824)

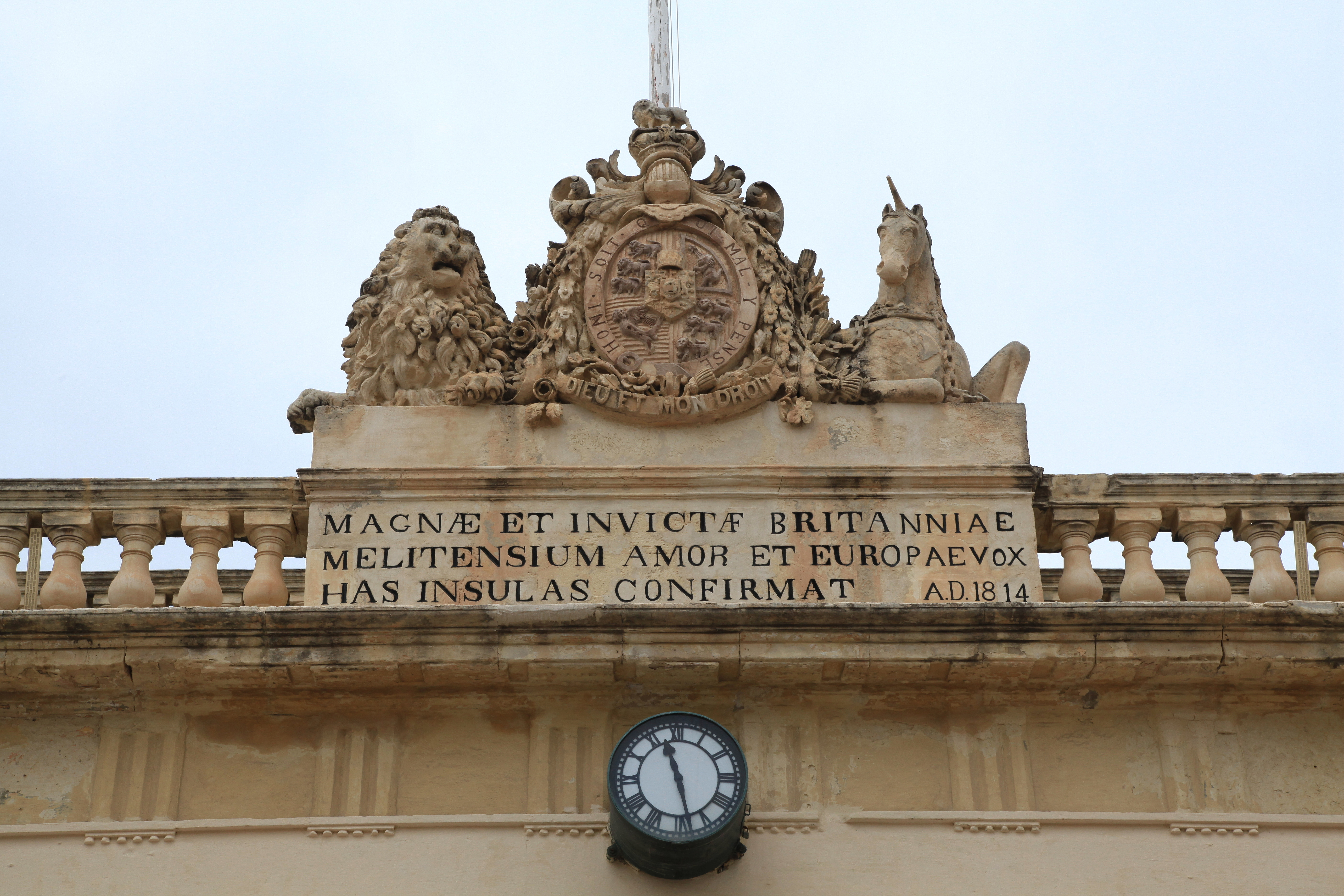
El escudo británico en el edificio de la Guardia Mayor en La Valeta. El edificio alberga ahora la Oficina del Fiscal General.

De 1530 a 1798, Malta estuvo gobernada por la Orden de San Juan. La Orden fue expulsada durante la Guerra de la Segunda Coalición y Malta fue ocupada por Napoleón. Los malteses se rebelaron tras un par de meses de dominio francés y pidieron ayuda a Gran Bretaña. Finalmente, los franceses capitularon en 1800, tras un asedio de dos años y Malta se convirtió voluntariamente en un protectorado británico. Gran Bretaña debía entonces evacuar la isla de acuerdo con los términos del Tratado de Amiens de 1802, pero no cumplió esta obligación - uno de los varios casos mutuos de incumplimiento del tratado, que finalmente condujo a su desaparición y a la reanudación de la guerra entre Gran Bretaña y Francia un año después.
Malta se convirtió en colonia de la Corona el 23 de julio de 1813, cuando Sir Thomas Maitland fue nombrado Gobernador de Malta. Ese año, Malta recibió la Constitución de Bathurst. El estatus de Malta como colonia de la Corona fue confirmado por el Tratado de París de 1814, que a su vez fue reafirmado por el Congreso de Viena de 1815.
La peste estalló en Malta en marzo de 1813, cuando un barco mercante británico infectado con la enfermedad llegó desde Alejandría. La enfermedad comenzó a propagarse especialmente en La Valeta y la zona del Gran Puerto, y cuando llegó el gobernador Maitland se aplicaron medidas de cuarentena más estrictas. La peste se extendió a Gozo en enero de 1814, pero las islas quedaron libres de la enfermedad en marzo de ese año. En total, murieron 4486 personas, lo que supuso el 4% de la población total.
Tras la erradicación de la peste, Maitland realizó varias reformas. Fue autocrático, ya que se negó a formar un consejo consultivo compuesto por representantes malteses, por lo que se le conocía informalmente como el "Rey Tom". Formó la Policía de Malta en 1814, mientras que la Universidad local de habla italiana fue disuelta en 1819. También se emprendieron varias reformas en materia de impuestos y tribunales. Maitland permaneció como gobernador hasta su muerte, el 17 de enero de 1824.

## SigloXIXy principios delXX(1824-1914)

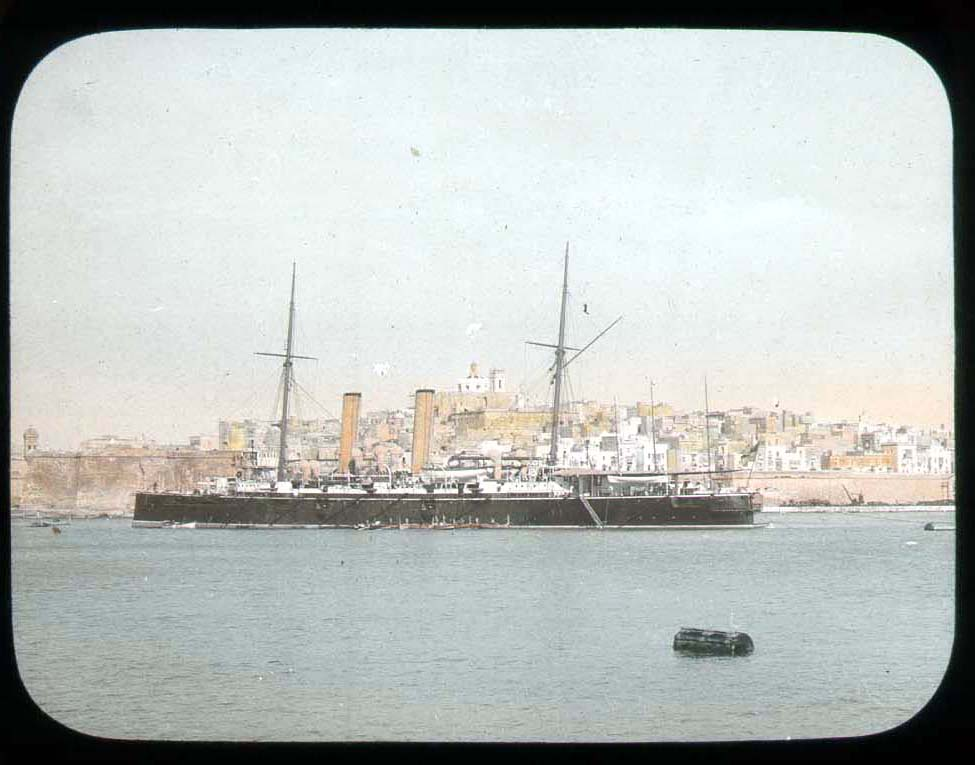
Buque de guerra británico en el Gran Puerto en 1896

En 1825, el escudo maltés y las demás monedas que circulaban en aquella época fueron sustituidos oficialmente por la libra esterlina, siendo la moneda de menor valor un tercio de penique acuñado a intervalos irregulares, siendo la última emisión en 1913, manteniendo viva la tradición del "grano" maltés, equivalente a la doceava parte de un penique. A pesar de ello, los scudi y otras monedas extranjeras siguieron circulando en cantidades limitadas, y los últimos scudi fueron retirados más de 60 años después, en octubre y noviembre de 1886.
Durante la Guerra de independencia de Grecia, Malta se convirtió en una importante base para las fuerzas navales británicas, francesas y rusas, especialmente tras la batalla de Navarino de 1827. La economía local mejoró y hubo un auge en los negocios, pero poco después de que la guerra terminara en 1832 hubo un declive económico.
En 1828 se revocó el derecho de santuario, a raíz de la proclamación de la Iglesia-Estado del Vaticano. Tres años más tarde, la sede de Malta se independiza de la sede de Palermo. En 1839 se abolió la censura de prensa y se inició la construcción de la Procatedral de San Pablo anglicana.
Tras los disturbios del Carnaval de 1846, en 1849 se creó un Consejo de Gobierno con miembros elegidos bajo dominio británico. En 1870 se celebró un referéndum sobre los eclesiásticos que formaban parte del Consejo de Gobierno, y en 1881 se creó un Consejo Ejecutivo bajo dominio británico; en 1887 se encomendó al Consejo de Gobierno el "doble control" bajo dominio británico. En 1878, una Comisión Real (la Comisión Rowsell-Julyan-Keenan) recomendó en su informe la anglización de los sistemas educativo y judicial. En 1903 se produjo un retroceso, con la vuelta a la forma de Consejo de Gobierno de 1849 bajo dominio británico.
A pesar de ello, se les negó la autonomía hasta 1921, y los malteses sufrieron a veces una pobreza considerable. Esto se debía a que la isla estaba superpoblada y dependía en gran medida del gasto militar británico, que variaba según las exigencias de la guerra. A lo largo del siglo XIX, la administración británica instituyó varias reformas constitucionales liberales a las que se opusieron, en general, la Iglesia y la élite maltesa, que prefirió aferrarse a sus privilegios feudales. Se crearon organizaciones políticas, como el Partido Nacionalista, para proteger la lengua italiana en Malta.
El último cuarto del siglo fue testigo de un progreso técnico y financiero acorde con la Belle Époque: en los años siguientes se fundó el Banco Anglo-Egipcio (1882) y comenzó a funcionar el ferrocarril de Malta (1883); en 1885 se emitieron los primeros sellos de correos definitivos, y en 1904 se inició el servicio de tranvías. En 1886 el cirujano mayor David Bruce descubrió el microbio causante de la fiebre de Malta, y en 1905 Themistocles Zammit descubrió las fuentes de la fiebre. Finalmente, en 1912, Dun Karm Psaila escribió su primer poema en maltés.

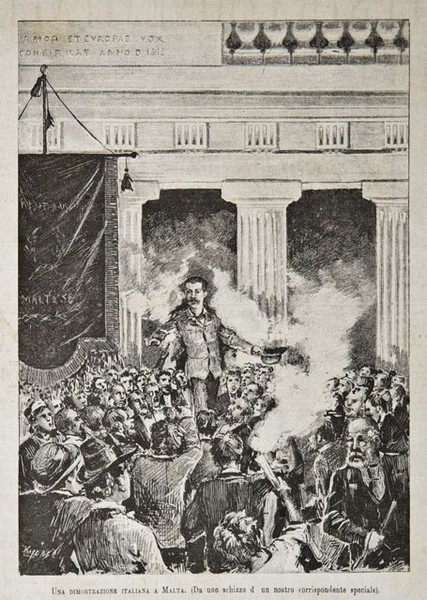
Una manifestación pro-italiana frente a la Guardia Mayor, 1883
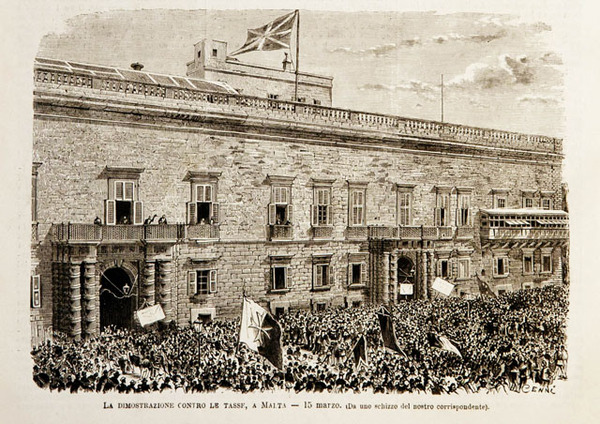
Protestas contra el impuesto sobre el pan, década de 1880
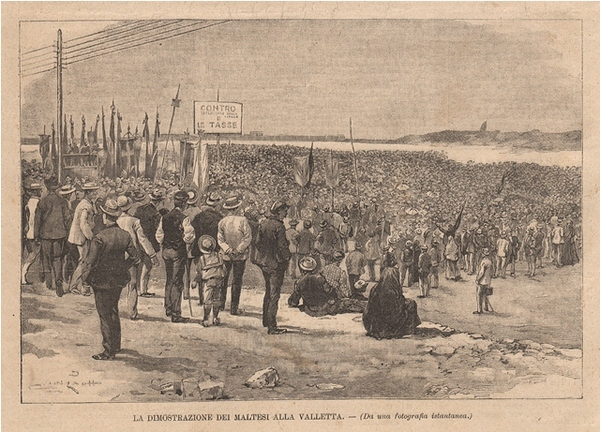
Manifestaciones contra los impuestos en la década de 1880

## La Primera Guerra Mundial y el periodo de entreguerras (1914-1940)
Durante la Primera Guerra Mundial, Malta llegó a ser conocida como la Enfermera del Mediterráneo debido a la cantidad de soldados heridos que venían a ser tratados.
En 1919, los disturbios de Sette Giugno por el excesivo precio del pan condujeron a una mayor autonomía de los lugareños durante la década de 1920. Después de que Filippo Sciberras convocara una Asamblea Nacional, en 1921 se concedió el autogobierno bajo dominio británico. Malta obtuvo un parlamento bicameral con un Senado (posteriormente abolido en 1949) y una Asamblea Legislativa elegida. Joseph Howard fue nombrado Primer Ministro. En 1923 se tocó por primera vez en público el Innu Malti, y ese mismo año Francesco Buhagiar fue nombrado primer ministro, seguido en 1924 por Sir Ugo Pasquale Mifsud y en 1927 por Sir Gerald Strickland.
La década de 1930 fue testigo de un periodo de inestabilidad en las relaciones entre la élite política maltesa, la iglesia maltesa y los gobernantes británicos; la Constitución de 1921 se suspendió en dos ocasiones. Primero, en 1930-32, a raíz de un enfrentamiento entre el Partido Constitucional gobernante y la Iglesia, y la posterior imposición por parte de esta última del pecado mortal a los votantes del partido y sus aliados, lo que hizo imposible unas elecciones libres y justas. De nuevo, en 1933 se retiró la Constitución por el voto presupuestario del Gobierno a favor de la enseñanza del italiano en las escuelas primarias. De este modo, Malta volvió al estatus de colonia de la Corona que tenía en 1813.
Antes de la llegada de los británicos, la lengua oficial durante cientos de años, y una de las de la élite educada, había sido el italiano, pero éste fue rebajado por el creciente uso del inglés. En 1934, el inglés y el maltés fueron declarados las únicas lenguas oficiales. Ese año sólo un 15% de la población podía hablar italiano con fluidez. Esto significaba que de los 58000 varones calificados por edad para ser jurados, sólo 767 podían calificar por idioma, ya que hasta entonces sólo se utilizaba el italiano en los tribunales.
En 1936 se revisó la Constitución para prever el nombramiento de los miembros del Consejo Ejecutivo bajo el dominio británico, y en 1939 para prever de nuevo un Consejo de Gobierno elegido bajo el dominio británico.

## La Segunda Guerra Mundial y sus consecuencias (1940-1947)

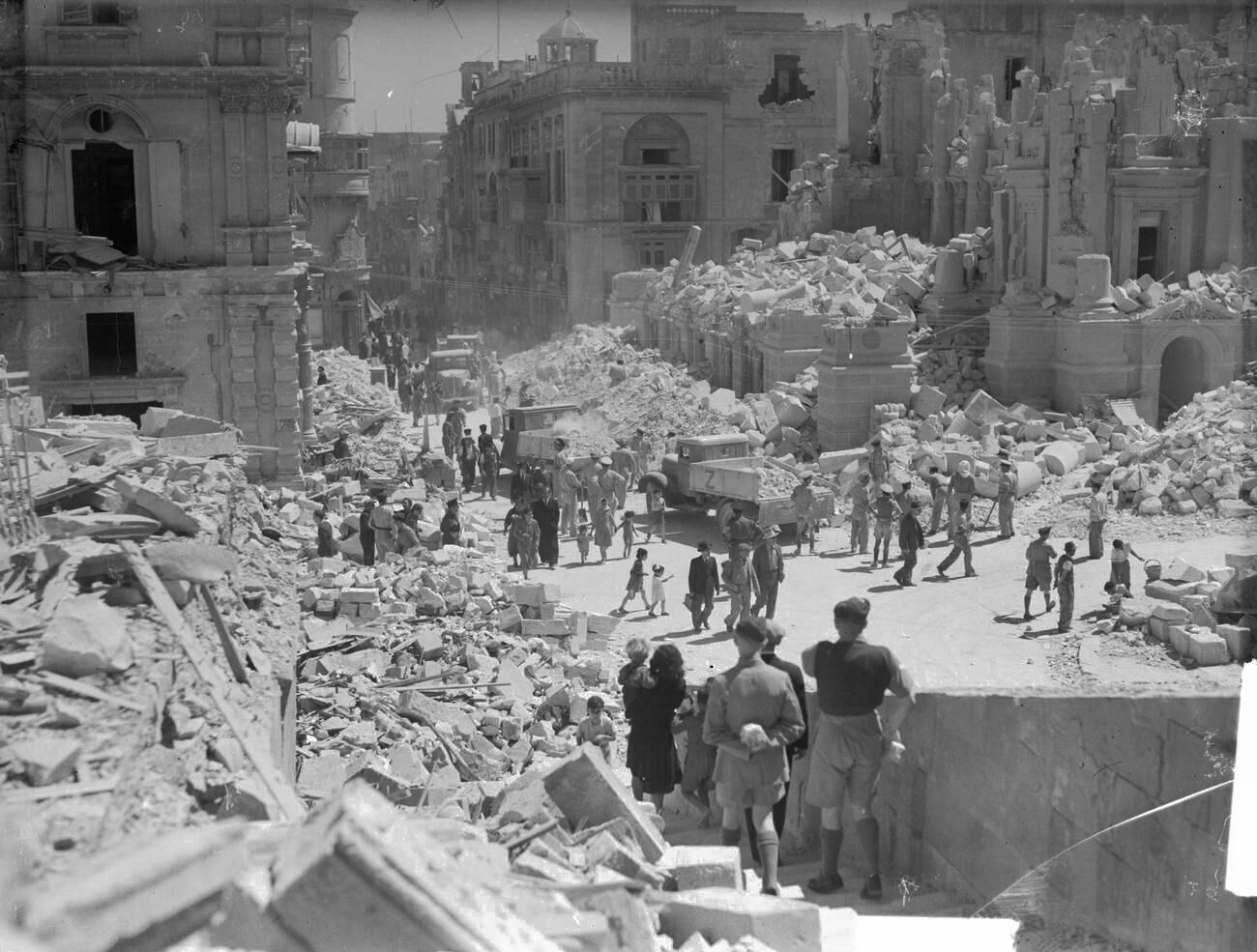
Personal de servicio y civiles limpian los escombros en la fuertemente bombardeada Strada Reale en La Valeta el 1 de mayo de 1942 durante el Sitio de Malta

Antes de la Segunda Guerra Mundial, La Valeta albergaba el cuartel general de la Flota del Mediterráneo de la Marina Real. Sin embargo, a pesar de las objeciones de Winston Churchill, el mando fue trasladado a Alejandría, Egipto, en abril de 1937 por temor a que fuera demasiado susceptible a los ataques aéreos desde Europa. En el momento de la declaración de guerra italiana (10 de junio de 1940), Malta contaba con una guarnición de menos de cuatro mil soldados y unas cinco semanas de suministros de alimentos para la población de unos trescientos mil habitantes. Además, las defensas aéreas de Malta consistían en unos cuarenta y dos cañones antiaéreos (treinta y cuatro "pesados" y ocho "ligeros") y cuatro Gloster Gladiator, para los que había tres pilotos disponibles.
Al ser una colonia británica, situada cerca de Sicilia y de las rutas marítimas del Eje, Malta fue bombardeada por las fuerzas aéreas italianas y alemanas. Los británicos utilizaron Malta para lanzar ataques contra la armada italiana y tenían una base de submarinos. También se utilizó como puesto de escucha, leyendo los mensajes de radio alemanes, incluido el tráfico Enigma.
Los primeros ataques aéreos contra Malta se produjeron el 11 de junio de 1940; ese día hubo seis ataques. Los biplanos de la isla no pudieron defenderse porque el aeródromo de Luqa estaba inacabado; sin embargo, el aeródromo estaba listo para el séptimo ataque. Al principio, los italianos volaban a unos 5500 m, luego bajaban a tres mil metros (para mejorar la precisión de sus bombas). El comandante Paine declaró: "[Después de que bajaran], nos llevamos uno o dos cada dos días, así que empezaron a llegar a [seis mil metros]. Sus bombardeos nunca fueron muy precisos. A medida que volaban más alto se volvían bastante indiscriminados". Mabel Strickland declararía: "Los italianos decidieron que no les gustaban [los Gladiadores y los cañones AA], así que soltaron sus bombas a veinte millas de Malta y regresaron".
A finales de agosto, los Gladiadores fueron reforzados por doce Hawker Hurricanes que habían llegado a través del HMS Argus. Durante los primeros cinco meses de combate, la aviación de la isla destruyó o dañó unos treinta y siete aviones italianos. El piloto de caza italiano Francisco Cavalera observó: "Malta era realmente un gran problema para nosotros, muy bien defendida".
En Malta, 330 personas murieron y 297 resultaron gravemente heridas desde el inicio de la guerra hasta diciembre de 1941. En enero de 1941, el X. Fliegerkorps alemán llegó a Sicilia mientras el Afrika Korps llegaba a Libia. Durante los cuatro meses siguientes, 820 personas murieron y 915 resultaron gravemente heridas.
El 15 de abril de 1942, el rey Jorge VI concedió la Cruz de Jorge (la más alta condecoración civil a la gallardía) "a la isla fortaleza de Malta, a su pueblo y a sus defensores". Franklin D. Roosevelt llegó el 8 de diciembre de 1943, y presentó una Mención Presidencial de los Estados Unidos al pueblo de Malta en nombre del pueblo de los Estados Unidos. Presentó el pergamino el 8 de diciembre, pero lo fechó el 7 de diciembre por razones simbólicas. En parte, decía: "Bajo el fuego repetido de los cielos, Malta se mantuvo sola y sin miedo en el centro del mar, una pequeña llama brillante en la oscuridad - un faro de esperanza para los días más claros que han llegado". La mención completa se encuentra ahora en una placa en la pared del Palacio del Gran Maestre, en la calle de la República, en la plaza de La Valeta.
En 1942, el convoy de la Operación Pedestal llegó a Grand Harbour, y al año siguiente Franklin D. Roosevelt y Winston Churchill visitaron Malta. El rey Jorge VI también llegó a Grand Harbour para una visita.
Durante la Segunda Guerra Mundial, Ugo Pasquale Mifsud y Giorgio Borg Olivier eran los únicos diputados nacionalistas que quedaban en Malta. Ugo Mifsud se desmayó tras realizar una defensa muy apasionada contra la deportación a campos de concentración en Uganda de Enrico Mizzi y otros 49 italianos malteses acusados de actividades políticas proitalianas. Murió unos días después.
Los Aliados lanzaron su invasión de Sicilia desde Malta en 1943. Tras el armisticio de Cassibile de ese mismo año, la flota italiana se rindió a los aliados en Malta. En 1945, Churchill y Roosevelt se reunieron en Malta antes de la Conferencia de Yalta con Iósif Stalin.
La Asamblea Nacional de 1946 dio lugar a la constitución de 1947, con la restauración del autogobierno, y Paul Boffa se convirtió en el quinto Primer Ministro de Malta.

## De la autonomía a la independencia (1947-1964)

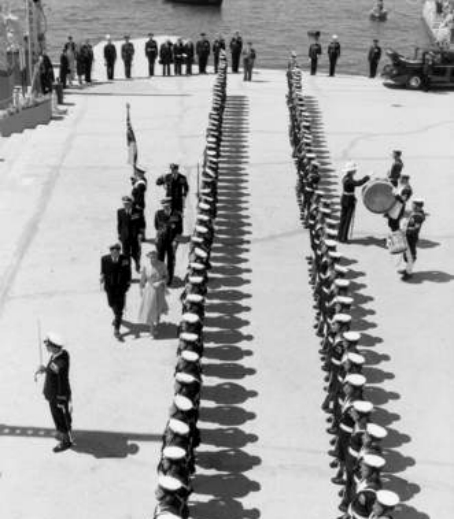
La Reina Isabel II visitando la RAF Hal Far en 1954

Después de la Segunda Guerra Mundial, las islas alcanzaron el autogobierno, con el Partido Laborista de Malta (MLP) de Dom Mintoff, que buscaba la plena integración con el Reino Unido o bien la autodeterminación (independencia), y el Partit Nazzjonalista (PN) de Giorgio Borg Olivier, que se inclinaba por la independencia, con el mismo "estatus de dominio" que tenían Canadá, Australia y Nueva Zelanda. Mientras tanto, tras el Incidente de la Bandera Roja de 1948, en 1949 Gran Bretaña firmó el Tratado del Atlántico Norte y entró en la OTAN.
Tras el acceso de la reina Isabel II al trono en 1952, en diciembre de 1955 se celebró en Londres una Conferencia de Mesa Redonda sobre el futuro de Malta, a la que asistieron el nuevo primer ministro Dom Mintoff, Borġ Olivier y otros políticos malteses, junto con el secretario colonial británico, Alan Lennox-Boyd. El gobierno británico acordó ofrecer a las islas tres escaños propios en la Cámara de los Comunes del Reino Unido. Además, el Ministerio del Interior asumiría la responsabilidad de los asuntos malteses de la Oficina Colonial. Según las propuestas, el Parlamento maltés también mantendría la responsabilidad sobre todos los asuntos, excepto la defensa, la política exterior y la fiscalidad. Además, los malteses tendrían paridad social y económica con el Reino Unido, garantizada por el Ministerio de Defensa británico, principal fuente de empleo de las islas.

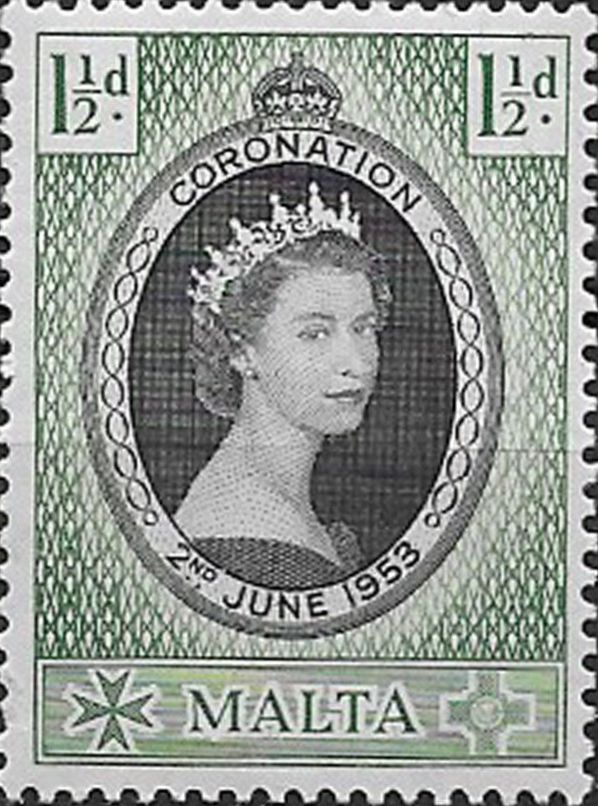
Un sello de Malta de 1953 con el retrato de la Reina Isabel II

Los días 11 y 12 de febrero de 1956 se celebró un referéndum de integración en el Reino Unido, en el que el 77.02 por ciento de los votantes se mostró a favor de la propuesta, pero debido al boicot del Partido Nacionalista, sólo votó el 59.1 por ciento del electorado, lo que permitió a la oposición afirmar que el resultado no era concluyente.
Los parlamentarios británicos también expresaron su preocupación por que la representación de Malta en Westminster sentara un precedente para otras colonias e influyera en el resultado de las elecciones generales.
Además, la decreciente importancia estratégica de Malta para la Marina Real hizo que el gobierno británico se mostrara cada vez más reacio a mantener los astilleros navales. Tras la decisión del Almirantazgo de despedir a 40 trabajadores del astillero, Mintoff declaró que "los representantes del pueblo maltés en el Parlamento declaran que ya no están vinculados por los acuerdos y obligaciones con el gobierno británico..." (el incidente del Caravaggio de 1958). En respuesta, el Secretario Colonial envió un cable a Mintoff en el que afirmaba que había "arriesgado imprudentemente" todo el plan de integración.
Bajo protesta, Mintoff dimitió como Primer Ministro, mientras que Borġ Olivier se negó a formar un gobierno alternativo. Esto hizo que las islas quedaran bajo la administración colonial directa de Londres por segunda vez, y que el MLP abandonara el apoyo a la integración y abogara por la independencia. En 1959, una Constitución Provisional estableció un Consejo Ejecutivo bajo dominio británico.
Aunque Francia había aplicado una política similar en sus colonias, algunas de las cuales se convirtieron en departamentos de ultramar, el estatuto ofrecido a Malta por Gran Bretaña constituyó una excepción única. Malta fue la única colonia británica en la que se consideró seriamente la integración con el Reino Unido, y los gobiernos británicos posteriores han descartado la integración para los restantes territorios de ultramar, como Gibraltar.
En 1961, la Comisión de la Sangre prevé una nueva constitución que permite una medida de autogobierno. Giorgio Borġ Olivier fue nombrado primer ministro al año siguiente, cuando se presentó el informe Stolper. Malta se independizó el 21 de septiembre de 1964.

Bandera de Malta en el siglo XIX
Bandera (1875-1898)
Bandera (1898-1923)
Bandera (1923-1943)
Bandera (1943-1964)

Bandera no oficial antes de 1943
Bandera no oficial (1943-1964)